# Дейс, Алфи
Алфи Дейс (англ. Alfie Deyes; род. 17 сентября 1993, Брайтон) — британский видеоблогер, автор. Имеет три канала на YouTube: PointlessBlog, PointlessBlogVlogs (ранее PointlessBlogTv) и PointlessBlogGames (ранее AlfieGames). С 2014 года выпустил три серии книг The Pointless Book.

## Карьера
Дэйс начал свой канал PointlessBlog на YouTube в 2009 году. По состоянию на август 2016 года канал имеет более 5,3 млн подписчиков и более 400 млн просмотров на YouTube. Его второй канал имеет более 3,3 млн подписчиков и более 250 млн просмотров. Кроме этого, у него более 3,5 млн миллионов подписчиков в Твиттере и более 4,3 млн подписчиков в  Инстаграм. В декабре 2013 года Yahoo!News назвали его одним из 12 лучших интернет-предпринимателей, а в декабре 2014 он был размещён на обложке журнала Company для «Поколение YouTube».
Дэйс сотрудничает с рядом других ютуберов, включая Таня Бёрр, Луис Коул, Лоуренс Пентленд, Грейс Хелбиг, Тайлер Окли, Трой Сиван, Миранда Сингс, Зои Сагг и Джо Сагг. Он также создал несколько видео с Арианой Гранде для  The You Generation Network  на YouTube.
В 2013 году Дэйс был участником канала «Guinness World Records OMG!» и установили ряд мировых рекордов, в том числе «Надеть большее количество браслетов за 30 секунд командой из двух человек» вместе с Маркусом Батлером и Laurbubble (рекорд не побит); и «Взорвать большее количество хлопушек за 30 секунд» со счетом 29 , тем самым побив ранее установленный рекорд.
В 2015 году Дэйс был включен в Debrett’s 500 — список самых влиятельных людей Великобритании в категории New Media.

### The Pointless Books
Дэйс заключил контракт на книгу с Blink Publishing в 2014 году, его дебютная книга «The Pointless Book» вышла в сентябре этого же года. Книга является частью журнала, частью творческого блокнота, включающего бесплатное загружаемое приложение и социальное объединение СМИ. Это было невыгодно по сравнению с блокнотами «Wreck This Journal» Керри Смит, которые содержали похожие идеи. Райк Саммадер заявил:

Это немного похоже на листовки, которые дают детям в музеях и в самолетах для того, чтобы они вели себя тихо. Большинство страниц пустые, которые содержат инструкцию по «Нарисуйте селфи» или «Заполните эту страницу чем хотите». «The Pointless Book» является хитрым ходом мерчендайзинга.— The Guardian
Продолжение «The Pointless Book», «The Pointless Book 2», была выпущена 26 марта 2015 года и имеет одинаковое содержание. Это была вторая самая продаваемая книга на неделе выпуска. Третий релиз планируется выпустить позже.

### Музыка
В 2014 году Дэйс, объединившись вместе с другими артистами в группу Band Aid 30, представил сингл «Do They Know It’s Christmas?» в качестве благотворительности, сбора средств для лечения лихорадки Эбола в Западной Африке.
Дэйс входил в состав «YouTube Boyband», который провел благотворительную акцию для организации "Разрядка смехом" и был напечатан в газете The Guardian.

## Радио
В ноябре 2014 года Дэйс появился на The Radio 1 Breakfast Show с Ником Гримшоу вместе с другим ютубером Маркусом Батлером.

## Личная жизнь
В настоящее время  Алфи встречается с Зои Сагг, больше известной на YouTube как Zoella.
6 марта 2021 года Зои Сагг и Алфи Дейс рассказали в социальных сетях о том, что ждут девочку, которая должна появиться на свет в сентябре.
29 августа 2021 года у Зои и Алфи родилась дочь, которую назвали Оттили Рю Дейс.
6 декабря 2023 года у пары родилась вторая дочь - Нови Нэлл Дейс.

## Награды и номинации

### Номинации
| Год  | Номинация                                | Премия                                         | Результат |
| ---- | ---------------------------------------- | ---------------------------------------------- | --------- |
| 2014 | «Ariana Does My Makeup» с Арианой Гранде | Teen Choice Award for Choice Web Collaboration | Номинация |
| 2015 | Nickelodeon Kid's Choice Awards          | Любимый влоггер Великобритании                 | Номинация |
| 2015 | Radio 1 Teen Choice Awards               | Лучший британский влоггер                      | Номинация |